# Новая Трёка
Новая Трёка — посёлок в муниципальном округе Первоуральск Свердловской области России.

## География
Новая Трёка расположена на левом берегу реки Трёки (правого притока реки Чусовой), в 33-х километрах (по дорогам в 50-ти километрах) к северо-западу от города Первоуральска, в лесной местности.

## История
В советское время в посёлке располагался леспромхоз, но в начале 1990-х годов леспромхоз был закрыт.

### Узкоколейная железная дорога
Из посёлка Новая Трёка в посёлок Коуровка вела узкоколейная железная дорога, но в начале 1990-х годов узкоколейка была разобрана.

## Население
| 2002 | 2010 |
| ---- | ---- |
| 42   | ↘8   |